# EUMETSAT
EUMETSAT is de Europese organisatie voor de ontwikkeling en het beheer van weersatellieten. Het is geen organisatie van de Europese Unie.
EUMETSAT heeft het hoofdkantoor in de Duitse stad Darmstadt. De organisatie had in 1999 ca. 140 medewerkers. EUMETSAT wordt voornamelijk gefinancierd door de deelnemende landen naar rato van het bruto nationaal product.

## Geschiedenis
De EUMETSAT werd in 1986 opgericht en nam het Meteosat programma van de ESA over. In 1991 begon het Meteosat Second Generation programma. In 1993 werd het EUMETSAT Polar System Programma geïnitieerd voor satellieten in een polaire baan. Vanaf 2004 werd een tweede generatie weersatellieten gelanceerd. Eind december 2022 lanceerde EUMETSAT de eerste van zes nieuwe weer- en klimaatsatellieten. Deze derde generatie draait op 36.000 kilometer hoogte mee met de aarde, waardoor ze op dezelfde plek blijven hangen. Elke generatie leverde meer verschillende en gedetailleerdere beelden, en dat steeds sneller. Zo hoopt men het weer steeds beter te kunnen voorspellen.

## Deelnemende landen

Deelnemende landen, met in lichtgroen de landen met een samenwerkingsovereenkomst

België met het Koninklijk Meteorologisch Instituut van België en Nederland met het Koninklijk Nederlands Meteorologisch Instituut, zijn twee van de veertien lidstaten die sinds de oprichting in 1986 lid zijn van EUMETSAT. Vanaf 1999 kwamen er naast deelnemende landen ook samenwerkende landen die in de loop der tijd meestal lid werden. In 2024 was het aantal lidstaten uitgegroeid tot dertig. Daarnaast had EUMETSAT nog vanaf 2009 een samenwerkingsverband met Servië.
| Vanaf | Land                |
| ----- | ------------------- |
| 1986  | België              |
| 2014  | Bulgarije           |
| 1986  | Denemarken          |
| 1986  | Duitsland           |
| 2013  | Estland             |
| 1986  | Finland             |
| 1986  | Frankrijk           |
| 1988  | Griekenland         |
| 2008  | Hongarije           |
| 1986  | Ierland             |
| 2014  | IJsland             |
| 1986  | Italië              |
| 2006  | Kroatië             |
| 2009  | Letland             |
| 2013  | Litouwen            |
| 2002  | Luxemburg           |
| 1986  | Nederland           |
| 1986  | Noorwegen           |
| 1993  | Oostenrijk          |
| 2009  | Polen               |
| 1989  | Portugal            |
| 2010  | Roemenië            |
| 2008  | Slovenië            |
| 2006  | Slowakije           |
| 1986  | Spanje              |
| 2010  | Tsjechië            |
| 1986  | Turkije             |
| 1986  | Verenigd Koninkrijk |
| 1986  | Zweden              |
| 1986  | Zwitserland         |